# William Hurt
William McChord Hurt (Washington, 20 marzo 1950 – Portland, 13 marzo 2022) è stato un attore statunitense.
Fu protagonista di molti film soprattutto negli anni ottanta e novanta, vincendo un Premio Oscar per Il bacio della donna ragno (1985).

## Biografia
Era figlio di genitori divorziati, Alfred McChord Hurt e Claire Isabel McGill, che morì nel 1971.
Fattosi conoscere al primo film (Stati di allucinazione, 1980, di Ken Russell), divenne in breve tempo uno degli attori più interessanti degli anni ottanta, capace di porre la propria espressione pensosa e di grande appeal al servizio di una notevole duttilità interpretativa. Particolarmente a suo agio diretto da Lawrence Kasdan (Brivido caldo, 1981; Il grande freddo, 1983; Turista per caso, 1988; Ti amerò... fino ad ammazzarti, 1990), ottenne un Oscar come miglior attore per Il bacio della donna ragno (1985) di Héctor Babenco, in cui interpretava il ruolo di un omosessuale incarcerato. 
Successivamente confermò le notevoli qualità interpretative, in particolare in Gorky Park (1983) di Michael Apted, Dentro la notizia (1987) di James L. Brooks, Fino alla fine del mondo (1991) di Wim Wenders, La peste (1992) di Luis Puenzo, Mister Wonderful (1993) di Anthony Minghella, Un padre in prestito (1994) di Chris Menges e Il verdetto della paura (1994) di Heywood Gould. Nel 1995 Hurt offrì un'altra valida interpretazione in Smoke di Wayne Wang, film che vinse l'Orso d'argento al Festival di Berlino. Nel 1996 fu protagonista di Jane Eyre di Franco Zeffirelli; nel 1997 interpretò Michael di Nora Ephron e Prove d'accusa di Erin Dignam.
Tra le successive interpretazioni sono da menzionare Lost in Space - Perduti nello spazio (1998) di Stephen Hopkins, Do Not Disturb (1999) di Dick Maas, A.I. - Intelligenza artificiale (2001) di Steven Spielberg, The Village (2004) di M. Night Shyamalan, A History of Violence (2005) di David Cronenberg, Mr. Brooks (2007) di Bruce A. Evans e Into the Wild (2007) di Sean Penn.
Nel 2008 interpretò il generale Thaddeus "Thunderbolt" Ross nel film del Marvel Cinematic Universe L'incredibile Hulk, diretto da Louis Leterrier: dopo aver partecipato a Robin Hood (2010) di Ridley Scott, The Host (2013) di Andrew Niccol, La scomparsa di Eleanor Rigby (2013) di Ned Benson e Storia d'inverno (2014) di Akiva Goldsman, riprese tale ruolo in Captain America: Civil War (2016), Avengers: Infinity War (2018), Avengers: Endgame (2019), diretti da Anthony e Joe Russo, e per l'ultima volta in Black Widow (2021) di Cate Shortland, dopo la morte di Hurt il personaggio è stato interpretato da Harrison Ford a partire da Captain America: Brave New World (2025). 
Nel maggio 2018 fu annunciato che Hurt aveva un cancro terminale alla prostata ormai metastatizzato alle ossa. Morì per complicazioni della malattia la mattina del 13 marzo 2022, una settimana prima di compiere 72 anni, nella sua casa di Portland, in Oregon.

## Vita privata
Nel 1971, l'anno stesso della morte di sua madre, Hurt sposò l'attrice Mary Beth Hurt. La coppia divorziò nel 1982; l'anno prima Hurt aveva già instaurato una relazione con la sceneggiatrice Sandra Jennings, con la quale ebbe un figlio, Devon. L'attore e la Jennings si lasciarono nel 1984. Sul set di Figli di un dio minore Hurt iniziò una relazione, durata un solo anno, con la sua partner, l'attrice sorda Marlee Matlin. Dal 1989 al 1993 fu sposato con Heidi Henderson che gli diede due figli: Samuel (1989) e Willie (1991). Nel 1994 ebbe un'altra figlia, Jeannie, dall'attrice Sandrine Bonnaire, conosciuta due anni prima sul set de La peste; la loro relazione terminò nel 1997.

## Filmografia

### Cinema
- Stati di allucinazione (Altered States), regia di Ken Russell (1980)
- Uno scomodo testimone (Eyewitness), regia di Peter Yates (1981)
- Brivido caldo (Body Heat), regia di Lawrence Kasdan (1981)
- Il grande freddo (The Big Chill), regia di Lawrence Kasdan (1983)
- Gorky Park, regia di Michael Apted (1983)
- Il bacio della donna ragno (Kiss of the Spider Woman), regia di Héctor Babenco (1985)
- Figli di un dio minore (Children of a Lesser God), regia di Randa Haines (1986)
- Dentro la notizia (Broadcast News), regia di James L. Brooks (1987)
- Il grande odio (A Time of Destiny), regia di Gregory Nava (1988)
- Turista per caso (The Accidental Tourist), regia di Lawrence Kasdan (1988)
- Ti amerò... fino ad ammazzarti (I Love You to Death), regia di Lawrence Kasdan (1990)
- Marilyn Hotchkiss' Ballroom Dancing and Charm School, cortometraggio, solo voce, regia di Randall Miller (1990)
- Alice, regia di Woody Allen (1990)
- Un medico, un uomo (The Doctor), regia di Randa Haines (1991)
- Fino alla fine del mondo (Bis ans Ende der Welt), regia di Wim Wenders (1991)
- La peste, regia di Luis Puenzo (1992)
- Mr. Wonderful, regia di Anthony Minghella (1993)
- Il verdetto della paura (Trial by Jury), regia di Heywood Gould (1994)
- Un padre in prestito (Second Best), regia di Chris Menges (1994)
- Smoke, regia di Wayne Wang (1995)
- Confidenze a uno sconosciuto (Ispoved neznakomtsu), regia di Georges Bardawil (1995)
- Jane Eyre, regia di Franco Zeffirelli (1996)
- Un divano a New York (Un divan à New York), regia di Chantal Akerman (1996)
- Michael, regia di Nora Ephron (1996)
- Prove d'accusa (Loved), regia di Erin Dignam (1997)
- Dark City, regia di Alex Proyas (1998)
- La proposta (The Proposition), regia di Lesli Linka Glatter (1998)
- Lost in Space - Perduti nello spazio (Lost in Space), regia di Stephen Hopkins (1998)
- La voce dell'amore (One True Thing), regia di Carl Franklin (1998)
- Sporco segreto (The Big Brass Ring), regia di George Hickenlooper (1999)
- Il mistero del quarto piano (The 4th Floor), regia di Josh Klausner (1999)
- Sunshine, regia di István Szabó (1999)
- Do Not Disturb - Non disturbare (Do Not Disturb), regia di Dick Maas (1999)
- The Simian Line, regia di Linda Yellen (2000)
- The Miracle Maker, solo voce, regia di Derek W. Hayes e Stanislav Sokolov (2000)
- L'esecutore (Contaminated Man), regia di Anthony Hickox (2000)
- A.I. - Intelligenza artificiale (Artificial Intelligence: AI), regia di Steven Spielberg (2001)
- Due cuori e una cucina (Rare Birds), regia di Sturla Gunnarsson (2001)
- Ipotesi di reato (Changing Lanes), regia di Roger Michell (2002)
- Au plus près du paradis, regia di Tonie Marshall (2002)
- Tuck Everlasting - Vivere per sempre (Tuck Everlasting), regia di Jay Russell (2002)
- The Blue Butterfly, regia di Léa Pool (2004)
- The Village, regia di M. Night Shyamalan (2004)
- The King, regia di James Marsh (2005)
- A History of Violence, regia di David Cronenberg (2005)
- Neverwas - La favola che non c'è (Neverwas), regia di Joshua Michael Stern (2005)
- Syriana, regia di Stephen Gaghan (2005)
- Beautiful Ohio, regia di Chad Lowe (2006)
- The Good Shepherd - L'ombra del potere (The Good Shepherd), regia di Robert De Niro (2006)
- The Legend of Sasquatch, solo voce, regia di Thomas Callicoat (2006)
- Mr. Brooks, regia di Bruce A. Evans (2007)
- Into the Wild - Nelle terre selvagge (Into the Wild), regia di Sean Penn (2007)
- Noise, regia di Henry Bean (2007)
- The Yellow Handkerchief, regia di Udayan Prasad (2008)
- Prospettive di un delitto (Vantage Point), regia di Pete Travis (2008)
- L'incredibile Hulk (The Incredible Hulk), regia di Louis Leterrier (2008)
- Endgame, regia di Pete Travis (2009)
- La contessa (The Countess), regia di Julie Delpy (2009)
- Il fiume delle verità (The River Why), regia di Matthew Leutwyler (2010)
- Robin Hood, regia di Ridley Scott (2010)
- Late Bloomers, regia di Julie Gavras (2011)
- Hellgate, regia di John Penney (2011)
- Too big to fail (2011)
- J'enrage de son absence, regia di Sandrine Bonnaire (2012)
- The Host, regia di Andrew Niccol (2013)
- La scomparsa di Eleanor Rigby - Lei (The Disappearance of Eleanor Rigby: Her), regia di Ned Benson (2013)
- Days and Nights, regia di Christian Camargo (2014)
- Storia d'inverno (Winter's Tale), regia di Akiva Goldsman (2014)
- La scomparsa di Eleanor Rigby - Loro (The Disappearance of Eleanor Rigby: Them), regia di Ned Benson (2014)
- Race - Il colore della vittoria (Race), regia di Stephen Hopkins (2016)
- Captain America: Civil War, regia di Anthony e Joe Russo (2016)
- Una stagione da ricordare (The Miracle Season), regia di Sean McNamara (2018)
- Avengers: Infinity War, regia di Anthony e Joe Russo (2018)
- Avengers: Endgame, regia di Anthony e Joe Russo (2019)
- Era mio figlio (The Last Full Measure), regia di Todd Robinson (2019)
- Black Widow, regia di Cate Shortland (2021)
- The King's Daughter, regia di Sean McNamara (2022)

### Televisione
- Il tenente Kojak (Kojak) – serie TV, 2 episodi (1977)
- The Best of Families – miniserie TV (1977)
- Great Performances - serie TV, 1 episodio (1978)
- All The Way Home – film TV (1981)
- A Midsummer Night's Dream – film TV (1982)
- American Masters – serie TV, 1 episodio (1991)
- Dune - Il destino dell'universo (Frank Herbert's Dune) – miniserie TV, 3 episodi (2000)
- The Flamingo Rising – film TV (2001)
- La guerra di Varian (Varian's War) – film TV (2001)
- Rivière-des-Jérémie – serie TV (2001)
- The King of Queens – serie TV, 1 episodio (2002)
- Master Spy: The Robert Hanssen Story – film TV (2002)
- Frankenstein – miniserie TV, 2 episodi (2004)
- Hunt for Justice – film TV (2005)
- Incubi e deliri (Nightmares and Dreamscapes: From the Stories of Stephen King) – miniserie TV, 1 episodio (2006)
- Damages – serie TV, 13 episodi, 3 dei quali solo accreditato (2009)
- Moby Dick – miniserie TV, 2 episodi (2011)
- Too Big to Fail - Il crollo dei giganti (Too Big to Fail) – film TV (2011)
- The Challenger - film TV (2013)
- Bonnie & Clyde – miniserie TV, 2 episodi (2013)
- Humans – serie TV, 7 episodi (2015)
- Beowulf: Return to the Shieldlands - serie TV, 6 episodi (2016)
- Condor - serie TV, 11 episodi (2018-2020)
- Mythic Quest: Raven's Banquet - serie TV, 1 episodio (2021)
- Golia (Goliath) - serie TV, 14 episodi (2016-2021)
- Pantheon - serie TV, 4 episodi, solo voce (2022)

### Videogiochi
- L'incredibile Hulk - voce (2008)

## Teatro
- Enrico IV, parte I, di William Shakespeare, regia di Will Huddleston. Allen Elizabethan Theatre di Ashland (1975)
- Romeo e Giulietta, di William Shakespeare, regia di James Edmondston. Allen Elizabethan Theatre di Ashland (1975)
- Enrico V, di William Shakespeare, regia di Joseph Papp. Delacorte Theatre di New York (1976)
- Child Byron, di Romulus Linney, regia di Marshall W. Mason. Circle Repertory Theatre di New York (1981)
- Sogno di una notte di mezza estate, di William Shakespeare, regia di James Lapine. Delacorte Theatre di New York (1982)
- Hurlyburly, di David Rabe, regia di Mike Nichols. Goodman Theatre di Chicago, Ethel Barrymore Theatre di Broadway (1984)
- Ivanov, di Kenneth Branagh, regia di Oleg Efremov. Yale Repertory Theatre di New Haven (1990)
- Lungo viaggio verso la notte, di Eugene O'Neill, regia di Andrew Upton. Artists Repertory Theatre di Portland (2010)

## Riconoscimenti
- Premio Oscar
  - 1986 – Miglior attore per Il bacio della donna ragno
  - 1987 – Candidatura al miglior attore per Figli di un dio minore
  - 1988 – Candidatura al miglior attore per Dentro la notizia - Broadcast News
  - 2006 – Candidatura al miglior attore non protagonista per A History of Violence

- Tony Award
  - 1984 – Candidatura al miglior attore non protagonista in un'opera teatrale per Hurlyburly

## Doppiatori italiani
Nelle versioni in italiano delle opere in cui ha recitato, William Hurt è stato doppiato da:
- Gino La Monica in Alice, Confidenze a uno sconosciuto, Michael, La proposta, La voce dell'amore, Il mistero del quarto piano, Do Not Disturb - Non disturbare, Frankenstein, Mr. Brooks, Prospettive di un delitto, L'incredibile Hulk, Robin Hood, Humans, Captain America: Civil War, Avengers: Infinity War, Black Widow
- Luca Biagini in Turista per caso, Un medico, un uomo, Fino alla fine del mondo, Un padre in prestito, Sporco segreto, Dune - Il destino dell'universo, Due cuori e una cucina, La contessa, Il fiume delle verità, Moby Dick, Too Big to Fail - Il crollo dei giganti, La scomparsa di Eleanor Rigby, Bonnie & Clyde, Storia d'inverno, Race - Il colore della vittoria, Condor
- Sergio Di Stefano in Dark City, A.I. - Intelligenza artificiale, La guerra di Varian, Ipotesi di reato, Tuck Everlasting - Vivere per sempre, The Village, Syriana, The Good Shepherd - L'ombra del potere
- Rodolfo Bianchi in La peste, Smoke, A History of Violence, Into the Wild - Nelle terre selvagge
- Cesare Barbetti in Figli di un dio minore, Il grande odio, Lost in Space - Perduti nello spazio
- Renato Cortesi in Stati di allucinazione, Brivido caldo
- Angelo Nicotra in Il grande freddo, The King
- Stefano De Sando in Mister Wonderful, Golia
- Carlo Valli in Un divano a New York, The Host
- Guido Sagliocca in Kojak
- Dario Penne in Uno scomodo testimone
- Carlo Marini in Gorky Park
- Francesco Vairano in Il bacio della donna ragno
- Paolo Poiret in Dentro la notizia - Broadcast News
- Michele Gammino in Ti amerò... fino ad ammazzarti
- Mario Cordova in Il verdetto della paura
- Claudio Sorrentino in Jane Eyre
- Massimo Corvo in Prove d'accusa
- Oliviero Corbetta in Master Spy: The Robert Hanssen Story
- Fabrizio Temperini in Neverwas - La favola che non c'è
- Roberto Pedicini in Damages
- Ennio Coltorti in Marvel One-Shot: Il consulente
- Antonio Sanna in Era mio figlio
- Alberto Angrisano in Prove d'accusa (ridoppiaggio)

Da doppiatore è sostituito da:
- Oliviero Dinelli in The Miracle Maker
- Marco Pagani in L'incredibile Hulk (videogioco)